# Alex Debón

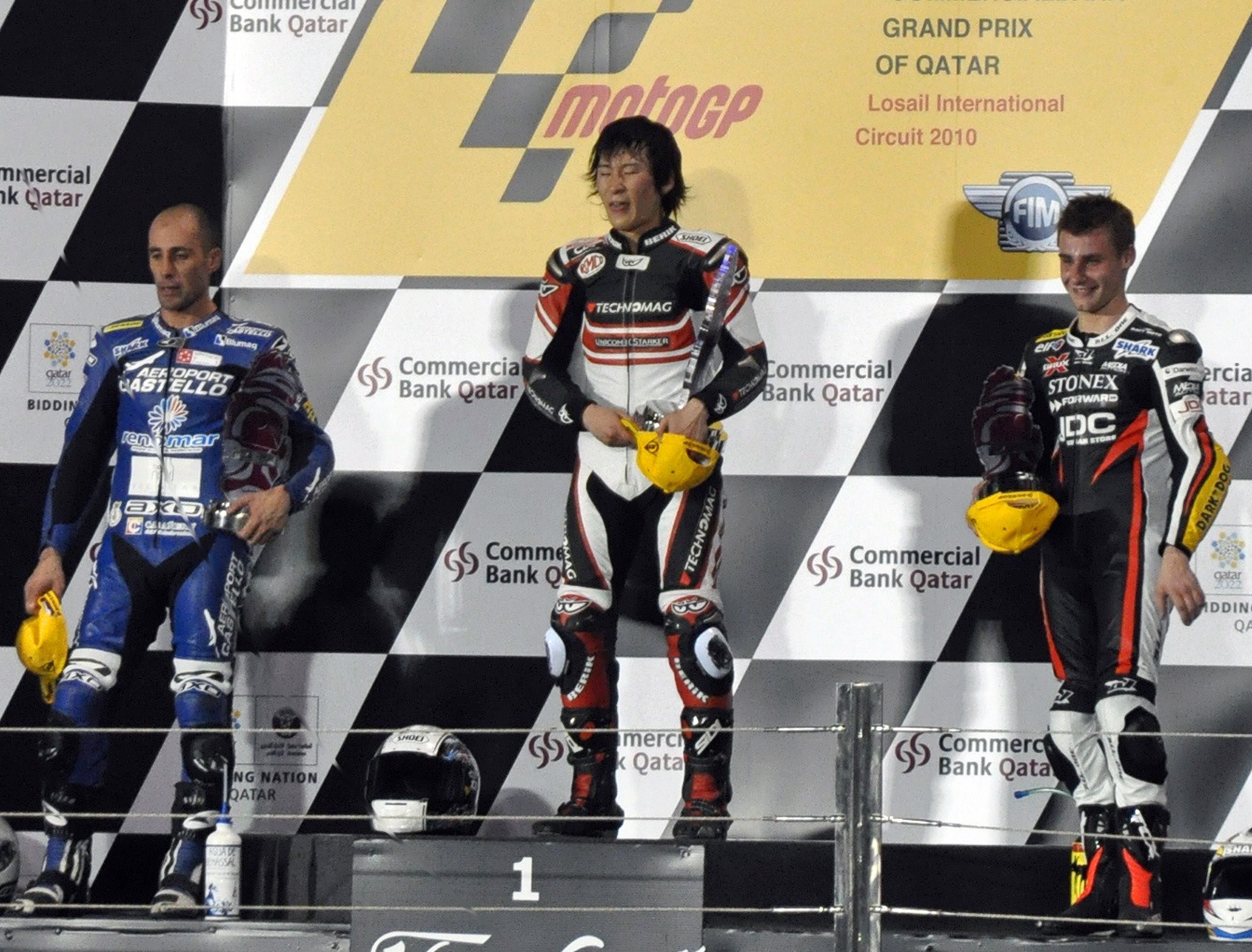
Alex Debón (l.) zusammen mit Shōya Tomizawa (m.) und Jules Cluzel (r.) nach seinem zweiten Platz beim Großen Preis von Katar 2010

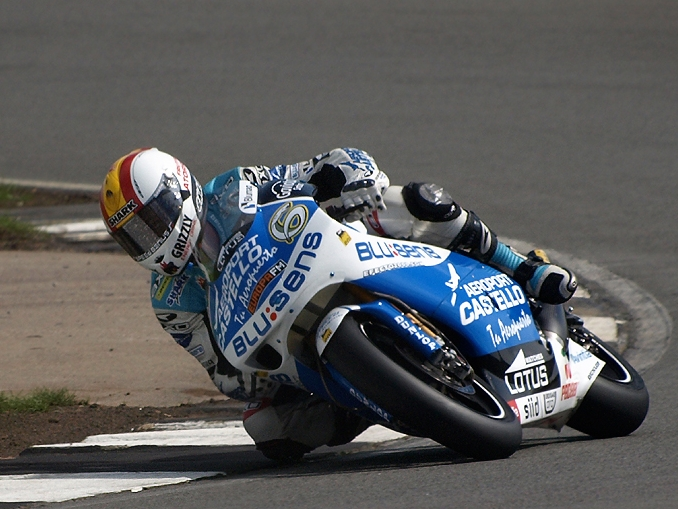
Alex Debón 2009 auf Aprilia

Alex Debón Latorre (* 1. März 1976 in La Vall d’Uixó) ist ein ehemaliger spanischer Motorradrennfahrer.

## Karriere
Alex Debón gab sein Debüt in der Motorrad-Weltmeisterschaft im Jahr 1998. Nach durchschnittlichen Ergebnissen in der 250-cm³-Weltmeisterschaft für verschiedene spanische und italienische Privatteams von 2000 bis 2005 wurde er von Aprilia für 2006 und 2007 als Testfahrer verpflichtet. Dabei zeigte er beherzte Rennen mit insgesamt fünf Top-5-Platzierungen bei nur neun Einsätzen, woraufhin der Spanier einen Vertrag als Werksvertrag bei Aprilia erhielt.
Seine erfolgreichste Saison erlebte Alex Debón 2008 im Team Lotus Aprilia. Er gewann die Großen Preise von Frankreich und Tschechien und belegte im Gesamtklassement den vierten Rang. Seine rennfahrerischen Qualitäten bewies der Spanier 2009 bei Avintia Racing erneut, in der er beinahe beständig in die Top 10 fahren konnte und sie als Gesamt-Zehnter beendete.
In Saison 2010 startete Alex Debón der neu geschaffenen Moto2-Klasse für das Team Aeroport de Castello – Ajo auf FTR. Beim ersten Saisonlauf, dem Großen Preis von Katar in Losail, belegte er den zweiten Platz. Danach folgten keine weiteren Podestplätze mehr. Die Saison schloss er mit 73 Zählern als 16. ab und beendete danach seine Karriere.

## Statistik

### Erfolge
- 2001 – Spanischer 250-cm³-Meister auf Aprilia
- 2 Grand-Prix-Siege

### In der Motorrad-Weltmeisterschaft
| Saison | Klasse  | Motorrad | Rennen | Siege | Podien | Poles | Punkte | Ergebnis |
| ------ | ------- | -------- | ------ | ----- | ------ | ----- | ------ | -------- |
| 1998   | 250 cm³ | Honda    | 1      | –     | –      | –     | –      | –        |
| 1999   | 250 cm³ | Honda    | 3      | –     | –      | –     | –      | –        |
| 2000   | 250 cm³ | Aprilia  | 16     | –     | –      | –     | 33     | 15.      |
| 2001   | 250 cm³ | Aprilia  | 16     | –     | –      | –     | 60     | 11.      |
| 2002   | 250 cm³ | Aprilia  | 16     | –     | –      | –     | 72     | 11.      |
| 2003   | 250 cm³ | Honda    | 15     | –     | –      | –     | 81     | 11.      |
| 2004   | 250 cm³ | Honda    | 15     | –     | –      | –     | 82     | 12.      |
| 2005   | 250 cm³ | Honda    | 16     | –     | –      | –     | 67     | 12.      |
| 2006   | 250 cm³ | Aprilia  | 5      | –     | –      | –     | 50     | 13.      |
| 2007   | 250 cm³ | Aprilia  | 4      | –     | 1      | –     | 27     | 18.      |
| 2008   | 250 cm³ | Aprilia  | 16     | 2     | 4      | 2     | 176    | 4.       |
| 2009   | 250 cm³ | Aprilia  | 15     | –     | 1      | 2     | 101    | 10.      |
| 2010   | Moto2   | FTR      | 14     | –     | 1      | –     | 73     | 16.      |
| Gesamt | Gesamt  | Gesamt   | 152    | 2     | 7      | 4     | 822    |          |